# Shambu
Shambu est une ville et un woreda de la région Oromia, en Éthiopie. Avec 14 995 habitants en 2007, c'est la principale ville de la zone Horo Guduru Welega.

## Situation
Elle se trouve à 9° 34′ N, 37° 06′ E et environ 2 500 mètres d'altitude. 

## Démographie
Le recensement national de 2007 fait état d'une population totale pour la ville de 14 995 personnes, dont 7 757 hommes et 7 238 femmes. 50,32 % des habitants sont chrétiens orthodoxes, 38,24 % protestants et 9 % musulmans. En 1994, le recensement fait état de 11 327 habitants (5 463 hommes et 5 864 femmes).
En 2022, la population de Shambu est estimée à 31 095 personnes avec une densité de population de 6 058 personnes par km2 et 5,13 km2 de superficie.